# Reggenza di Sintang
La reggenza di Sintang (in indonesiano: Kabupaten Sintang) è una reggenza dell'Indonesia, situata nella provincia di Kalimantan Occidentale.